# Хёпфнер, Марта
Марта Хёпфнер (нем. Marta Hoepffner; 4 января 1912, Пирмазенс — 3 апреля 2000, Линденберг-им-Алльгой) — немецкий фотограф. В честь Хёпфнер также названа «премия Марты Хёпфнер за фотографию», которая вручается с 2002 года.

## Биография
Марта Хёпфнер выросла в Пирмазенсе в семье, где Хуго Балль, один из основателей движения дадаизма, был частью семейного окружения. Родители прививали девочке навыки рисования. В лицее Марта стала проявлять интерес к естественным наукам.
В 1927 году семья переехала во Франкфурт-на-Майне. С 1929 по 1933 год Марта Хёпфнер училась во Франкфуртской художественной школе (штедельшуле), обучалась у Вилли Баумейстера живописи, графике и фотографии. Она присоединилась к союзу «Bund Das Neue Frankfurt», являвшемуся частью проекта «Neues Frankfurt» («Новый Франкфурт»). Там она познакомилась с Эллой Бергманн-Михель и Фриделем Денхардтом, с которыми сохраняла дружбу на протяжении всей жизни. С приходом к власти национал-социалистов и идеологическим захватом контроля (гляйхшальтунг) в институтах искусства, Вилли Баумайстер был отстранён от преподавательской деятельности. Марта Хёпфнер прекратила учёбу и в 1934 году основала «Мастерскую художественных фотографий». В 1937 году Марта получила допуск в виде исключения к экзамену в магистратуру без ученичества или опыта подмастерья. В этот период были сделаны первые цветные фотографии по методу Дж. Херцога. Зарабатывала Марта съемками для «Иллюстрированного журнала» («Das Illustrierte Blatt»), а также создавая портреты солдат и общественных деятелей.
Когда в 1944 году её студия во Франкфурте-на-Майне попала под авиаудары бомбардировщиков, её экспериментальные работы и фотографическое оборудование уже были отправлены в Хофхайм-ам-Таунус. Важные негативы она носила постоянно при себе. Марта вместе со своей семьёй переехали в Хофхайм-ам-Таунус. На новом месте ей удалось создать импровизированную студию и лабораторию. Первые покупки её фото-художественных произведений были сделаны коллекционером Эрихом Штенгером.
В 1949 году первая выставка «Frankfurter Kunstverein» способствовала тому, что её творчество стало известным на этом этапе культурного возрождения, и вызвала широкую огласку. На выставке были представлены ранние эксперименты, фото композиции, абстрактные формы и фотограммы. Благодаря успеху этой выставки в 1949 году в Хофхайм-ам-Таунус она основала собственную школу «Fotoprivatschule Marta Hoepffner». Школьная концепция этой утвержденной государством частной школы фотографии была основана на идеях Баухауса и сочетала мастерство и художественные аспекты. Школа располагалась на просторной вилле Kapellenstraße 4, которая находилась напротив так называемого «Голубого дома» мецената и коллекционера Ханны Беккер фон Рат. Частная школа фотографии считалась одной из самых успешных частных школ фотографии в Федеративной Республике. Марта Хёпфнер также работала журналистом, публикуя многочисленные статьи в журналах «Prisma», «Foto-Magazin», «American Photography» и других, посвящённых современным формам фотографического дизайна.
В последующие годы Хёпфнер принимала участие в многочисленных выставках, таких как первая выставка Отто Штайнерта «Субъективная фотография» в Саарбрюккене в 1951 году, ежегодные выставки Gesellschaft Deutscher Lichtbildner (GDL), а также выставка фотографий Photokina. В течение 1950-х годов она несколько раз путешествовала по другим европейским странам, в результате чего были получены фоторепортажи для журнала «Westermanns Monatshefte» с текстами Казимира Эдшмида и Эрнста фон Заломона.
С середины 1960-х годов Марта Хёпфнер получила большое внимание благодаря своим кинетическим световым объектам, которые она описала как «Variochromatische Lichtobjekte». Авангардные фотографии и световые объекты впоследствии были представлены на многочисленных международных выставках.
В 1971 году Хёпфнер переехала в Крессбронн-ам-Бодензе, а в 1975 году закрыла фотошколу.
Марта Хёпфнер была членом Deutschen Werkbundes, членом Gesellschaft Deutscher Lichtbildner (GDL), Bundes Bildender Künstler (BBK), Bundes Freischaffender Foto-Designer (BFF). Она умерла 3 апреля 2000 года в Линденберг-им-Альгой.

## Творчество
На протяжении более пяти десятилетий можно проследить художественную работу Марты Хёпфнер, которую можно охарактеризовать как путь от светового изображения через световую графику к световому объекту. Художественная работа Хёпфнер началась в середине 30-х годов. В «скрытых» первых фотографических экспериментах появились сюрреалистические фотомонтажи, композиции и натюрморты. Вдохновленная звучанием современной музыки, такой как Стравинский и де Фалья, она создала абстрактные чёрно-белые фотограммы с использованием трафаретов собственного изготовления.
Следуя своему учителю Вилли Баумейстеру и «технически опосредованному видению» Ласло Мохои-Нади, Марта Хёпфнер присоединилась к конструктивистским замыслам и достигла собственных концепций дистанционного фотографического воображения, благодаря чему она ориентировалась на образцы для подражания в живописи. В те годы она также создавала графически продуманные пейзажи и свои «абстрактные формы в природе»: структурные изображения коры деревьев, следы на песке, распад древесины, фасады и т. д.
Прежде всего, Марта Хёпфнер работала над базовой цветной фотографией с начала 1950-х годов: цветными соляризациями, цветными рельефными фотографиями и цветными фотограммами. Она изучала теорию цвета Ньютона и мир волн и лучей. С 1958 года она работала только над изображениями, полученными камерой, и сосредоточилась почти исключительно на среде «свет как источник всех цветов», как выразилась Марта Хёпфнер. Она отошла от фотографирования и посвятила себя цветным фотограммам в поляризованном свете.
Марта стала проявлять интерес к разделения света на цвета. При этом она вышла за рамки фотографии и разработала свои первые вариохроматические световые объекты. В 1965 году постепенно изменяла цвета освещённых коллажей (шарнирные бесцветные структуры прозрачности, как на цветных фотограммах) используя дополнительные цвета после ручного или моторизованного вращения диска фильтра. В 1968 году она создала как светлые объекты, так и цветовые интерференционные изображения на цветной бумаге со структурно плохими элементами изображения и уменьшенными цветовыми интервалами.
Работы Марты Хёпфнер находятся в многочисленных немецких и международных публичных коллекциях.

## Признание
- 1997 Премия Марии Сибиллы Мериан для художников — в Гессене 1996
- 1999 Государственная премия в области искусства — Департамент фотографии Государства Рейнланд-Пфальц
- 2001 Основание общества фотографии имени Марты Хёпфнер
- В 2002 году впервые в Хофхайм-ам-Таунус была присуждена премия Марты Хёпфнер за фотографию.

## Выставки
- 1948 1. Grosse Ausstellung der Stuttgarter Photographischen Gesellschaft. Die Photographie 1948. Bildnerische Photographie, Photographik, Bildbericht, Photogramm. Stuttgart, Landesgewerbemuseum
- 1949 2ème Foire. Exposition de la Photo et du Cinéma d’Amateur. Ausstellung der Photo-Kino-Industrie 1949. Neustadt a.d. Haardt
- 1950—1958 Köln, Photokina Bilderschauen
- 1951 Subjektive Fotografie. Internationale Ausstellung moderner Fotografie. Saarbrücken, Staatliche Schule für Kunst und Handwerk
- 1967 Zauber des Lichts. Kunsthalle Recklinghausen
- 1969 7 Beiträge zur deutschen Kunst der Gegenwart. Osthaus Museum Hagen
- 1980 La photographie expérimentale allemand entre 1918 et 1940. Paris, Centre Pompidou
- 1980 Das Imaginäre Photomuseum. Köln, Kunsthalle
- 1980 Avant-Garde Photography in Germany 1919—1939. San Francisco Museum of Modern Art
- 1983 Fotogramme. München, Fotomuseum im Münchener Stadtmuseum
- 1984 Das Aktfoto. Ansichten vom Körper im fotografischen Zeitalter. München, Fotomuseum im Münchener Stadtmuseum
- 1985 Das Selbstporträt. Lausanne, Musée cantonal des beaux-arts de Lausanne und Stuttgart, Württembergischer Kunstverein
- 1987 Deutsche Lichtbildner. Wegbereiter der deutschen zeitgenössischen Photographie. Köln, Museum Ludwig/Agfa Foto-Historama
- 1987 Staging the Self. Self-Portrait Photography 1940—1980. London, National Portrait Gallery
- 1988 Struktur und Geste. Informelle Malerei und Subjektive Fotografie in der deutschen Kunst der 50er Jahre. Aachen, Suermondt-Ludwig-Museum
- 1989 Das Foto als autonomes Bild. Experimentelle Gestaltung 1839—1989. Bielefeld, Kunsthalle und München, Bayerische Akademie der Schönen Künste
- 1989 subjektive fotografie. Der deutsche Beitrag 1948—1963. Stuttgart, Institut für Auslandsbeziehungen
- 1990 Fotogramm. Zürich, Kunsthaus
- 1997 Deutsche Fotografie. Macht eines Mediums 1870—1970. Bonn, Kunst- und Ausstellungshalle der Bundesrepublik Deutschland

### Персональные выставки
- 1949 Lebendiges Foto : Zeitgenössische Lichtbildkunst, Frankfurt am Main, Frankfurter Kunstverein
- 1950 Fotografik. Mailand, Circolo Fotografico Milanese
- 1970 Variochromatische Lichtobjekte und Farb-Fotogramme, Heidelberg, Kabinett Dr. Grisebach
- 1973 Licht und Kinetik, Konstanz, Kunstverein Konstanz
- 1977 Foto-Experimente und Lichtkinetik 1936—1976, Vaduz, Centrum für Kunst
- 1979 Frühe Fotoexperimente und Farbphotogramme, Osthaus Museum Hagen
- 1981 Frühe Experimente : Fotografien 1929—1946, Berlin, Bauhaus-Archiv/Museum für Gestaltung
- 1983 Frühe Fotoexperimente, Houston/Texas, Benteler Galleries
- 1984 Fotografien und Lichtobjekte, Pfalzgalerie Kaiserslautern
- 1997 Lichtbilder — Bilder des Lichts : Marta Hoepffner — Fotokünstlerin und Pädagogin, Hofheim am Taunus, Stadtmuseum

### Посмертные выставки
- 2000 Mode, Körper, Mode : Fotografien eines Jahrhunderts, Hamburg, Museum für Kunst und Gewerbe
- 2002 Das zweite Gesicht : Metamorphosen des fotografischen Porträts, München, Deutsches Museum
- 2003 Fotografie in der Pfalz I, Kaiserslautern, Pfalzgalerie Kaiserslautern
- 2007 The Heartbeat of Fashion : Werke aus der Sammlung F.C. Gundlach. Hamburg, Haus der Photographie/Deichtorhallen
- 2009 Nude Visions — 150 Jahre Körperbilder in der Fotografien München, Münchner Stadtmuseum — Sammlung Fotografie